# Tschamba-Fii

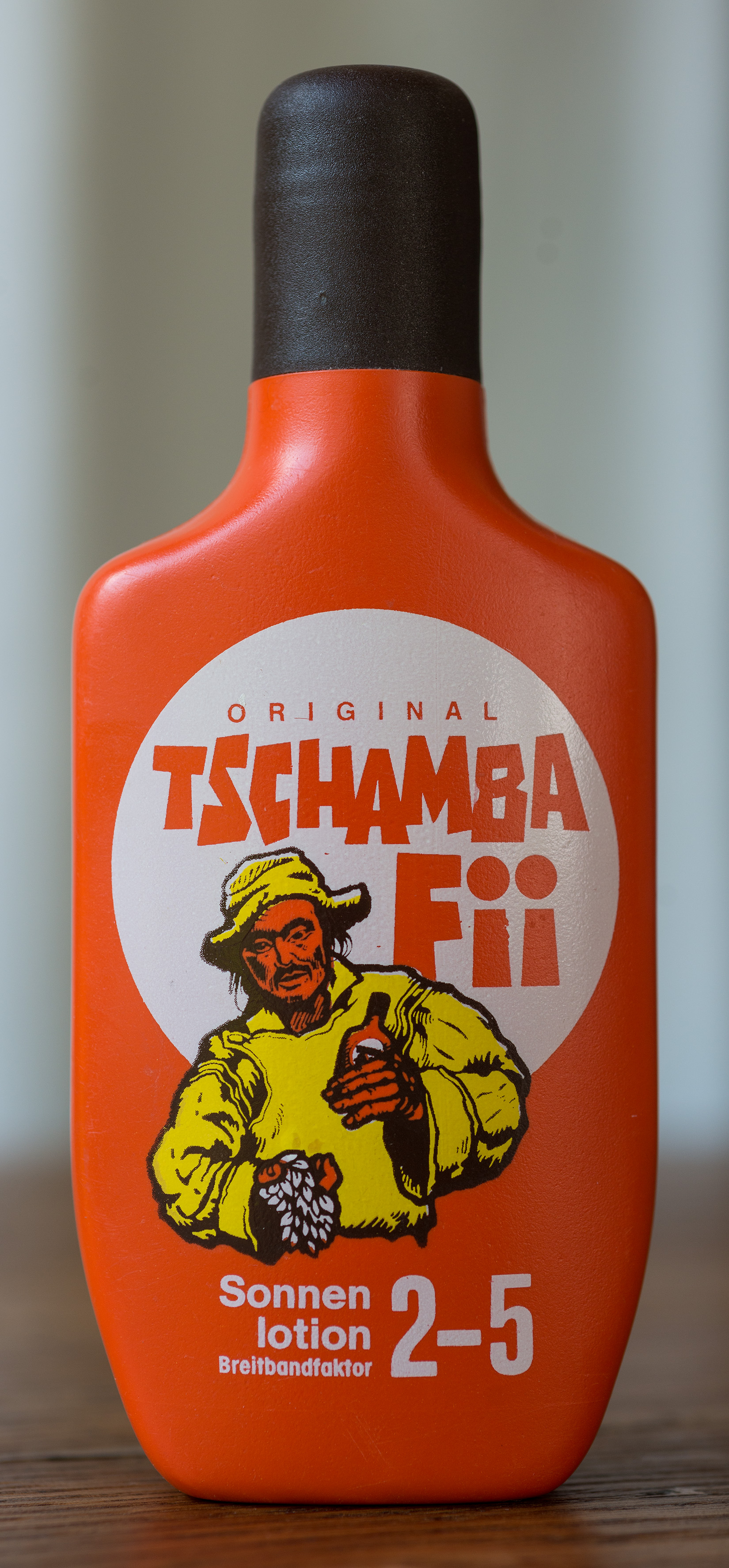
Tschamba-Fii Original

Tschamba-Fii war ein indirektes, fettfreies Sonnenschutzmittel von Biokosma. Nach über 76 Jahren auf dem Markt ist es seit Ende 2013 nicht mehr erhältlich.

## Anwendungen
Laut Angabe des Herstellers bereitet das Produkt, statt einen Großteil der UV-Strahlen der Sonne direkt von der Haut fernzuhalten, die Haut drei bis vier Tage im Voraus bei wiederholter Anwendung auf ein Sonnenbad vor. Hierbei wird die Lichtverträglichkeit der Haut durch eine Verstärkung der Hornhaut erhöht. Eine Hornhautverdickung von 0,01 mm soll bewirken, dass 50 % der UV-Strahlen von der Hornhaut abgefangen werden.
Bei längerem Aufenthalt besonders in der Mittagshitze zwischen 11 und 15 Uhr wird die zusätzliche Verwendung von herkömmlichen Sonnenschutzmitteln mit hohem Lichtschutzfaktor oder textiler Lichtschutz empfohlen.
Des Weiteren fand Tschamba-Fii Anwendung als Heilmittel bei Sonnenbrand, indem es laut Anbieter die Haut regeneriert, kühlt und beruhigt. Auch gegen Sonnenallergie und juckende Insektenstiche wurde es eingesetzt.

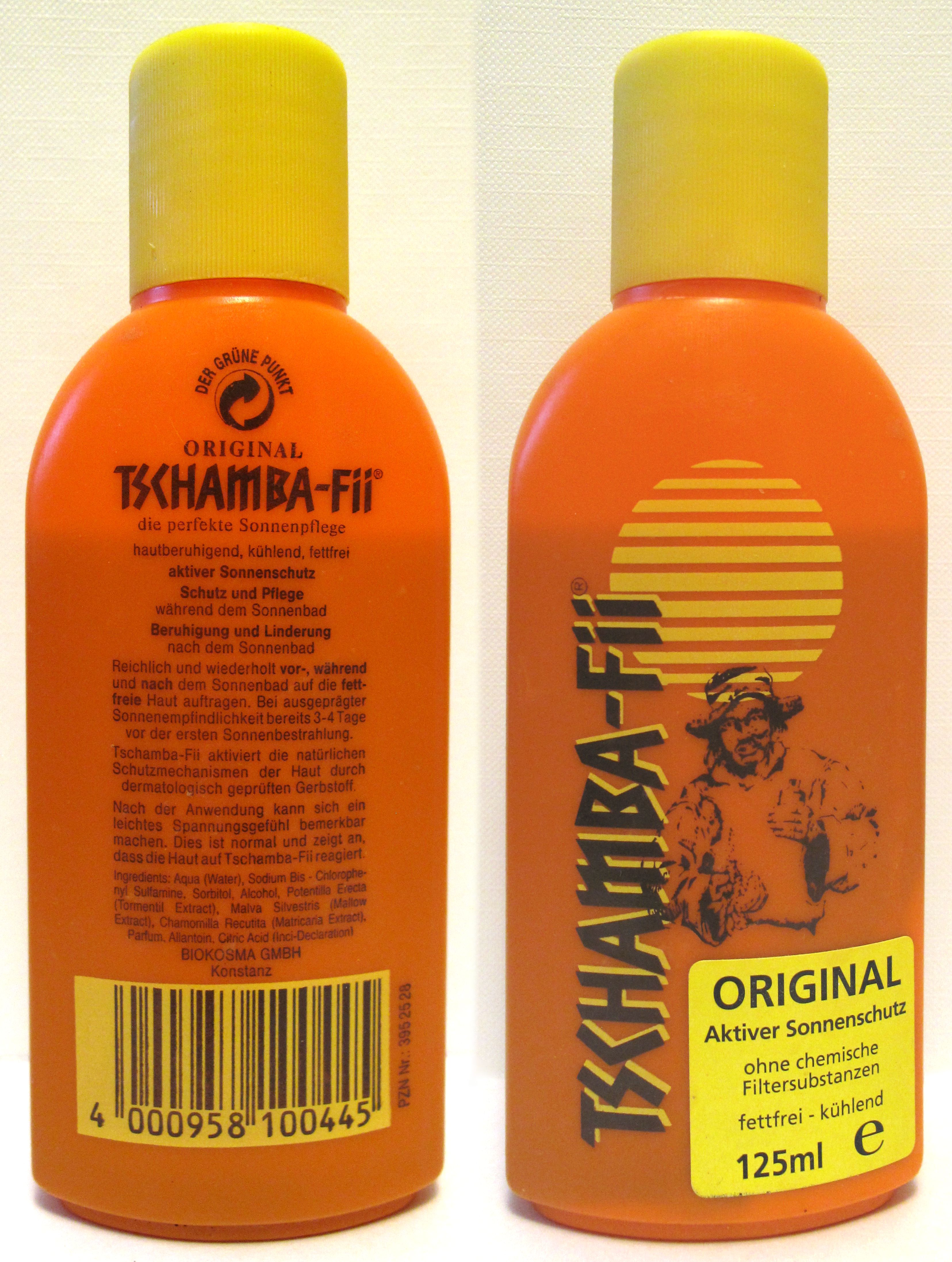
Vorder- und Rückseite einer Flasche Tschamba-Fii Original

## Inhaltsstoffe
Laut Hersteller zieht das Tormentillwurzel-Extrakt (auch Blutwurz) die Haut zusammen und dichtet diese ab, das Malvenblüten-Extrakt beruhigt sie und versorgt diese mit Feuchtigkeit, das Kamillenblüten-Extrakt wirkt entzündungshemmend und antiseptisch und der spezifisch wirkende gerbstoffähnliche Hautschutzstoff festigt die Haut, vernetzt die Zellen der Hornhaut und macht sie widerstandsfähiger. Anfänglich wurde auch über andere Inhaltsstoffe wie etwa tibetanische Bergmyrrhe spekuliert.

## Geschichte
In den 1930er Jahren wurde festgestellt, dass tanninhaltige Lösungen geeignet sind, bei großflächigen Brandwunden Linderung und schnellere Ausheilung zu verschaffen. Nebenbei wurde herausgefunden, dass die Haut nach einer Behandlung mit tanninhaltigen Lösungen widerstandsfähiger gegenüber Sonnenlicht wurde. In wissenschaftlichen Untersuchungen zeigte sich Tannin jedoch als nicht „alltags-tauglich“ in der Verträglichkeit.
1937 wurde „Tschamba-Fii“ in der Deutschen Apotheker-Zeitung Nr. 37 in einem Artikel von Benno Reichert und Horst Böhme als ein Sonnenbrand- bzw. Gletscherbrandschutzmittel analysiert, welches nach Angaben der herstellenden Firma (Tschamba-Fii GmbH, München) eine Sonderstellung einnahm, da es lediglich den Sonnenbrand als solchen bekämpft, dagegen keinerlei Filterwirkung gegenüber den ultravioletten Strahlen ausübt. Ebenfalls wurde in diesem Artikel bestätigt, dass es sich bei dieser Version um eine wässrige Tanninlösung handelte. Des Weiteren wurde vermerkt, dass dieses alte Präparat, entgegen der Angaben der Firma, sehr wohl eine starke Filterwirkung gegenüber UV-Strahlung aufwies. Auch ein chemischer Bräunungseffekt sowie eine Erhöhung der Widerstandsfähigkeit der Haut wurde der in dem „bekannten Sonnenbrandmittel Tschamba-Fii“ enthaltenen Tanninlösung zugeschrieben, bei längerer Verwendung jedoch auch unerwünschte Effekte und Hautschädigungen.
Vier Jahre später veröffentlichten Benno Reichert und Horst Böhme ihre Ergebnisse zur chemischen und optischen Untersuchung im Tschamba-Fii „Neu“. Tannin war in diesem Produkt nicht mehr zu finden. Stattdessen wurde ein chlorhaltiger, synthetischer Gerbstoff der Tanigan-Gruppe nachgewiesen. Weitere Inhaltsstoffe wurden als Essigsäure und Sulfosäure identifiziert. Benno Reichert kommt zu dem Schluss, dass sich die Bruttoformel des Produkts auf C18H20O11N2S3Cl2 berechnet. Die optische Untersuchung von Horst Böhme ergab einerseits, dass es sich um ein gutes Sonnenschutzmittel auf Grund des exklusiven Wegfilterns von ausschließlich UV-Strahlen unterhalb von 310 nm handelt und andererseits aber eine geringe direkte Filterwirkung aufweist. Jedoch merkt er an, dass die hautgerbenden Eigenschaften den Zustand der Oberhautzellen verändern und die Hornhaut verdicken können, wodurch ein weiterer Lichtschutz bewirkt würde. In zeitgenössischer pharmazeutischer Literatur wird das Produkt als „sehr verbreitet“ beschrieben.
„Tschamba-Fii Original“ gab es seit 1945. Die Rezeptur wurde laut dem Hersteller Biokosma neu entwickelt, und anstatt „Acidum Tannicum“ wurde ein synthetisch hergestellter, geprüfter, gerbstoffähnlicher Hautschutzstoff verwendet, dem die gleichen, positiven Eigenschaften nachgesagt wurden. Die negativen Eigenschaften von Tannin wurden so beseitigt.
Die Zusammensetzung wurde 2010 leicht angepasst, um den neuen gesetzlichen Richtlinien der Kosmetik-Verordnung gerecht zu werden, sowie auch den strengeren Vorschriften für Sonnenschutzprodukte. Dementsprechend gehörte „Tschamba-Fii neu“ in die Kategorie der „After-Sun“-Produkte. Da es keinen Lichtschutzfaktor enthielt, war es nur zur Vor- und/oder Nachbehandlung beim Sonnenbad geeignet.
Seit Ende 2013 können Tschamba-Fii-Produkte nach Herstellerangaben nicht mehr hergestellt werden, da der wichtigste Inhaltsstoff, ein Gerbstoff, auf dem gesamten Markt nicht mehr verfügbar ist.